# Verzorgingsplaats Het Anker
Verzorgingsplaats Het Anker is een Nederlandse verzorgingsplaats, gelegen aan de A2 Amsterdam-Maastricht tussen afritten 46 en 47, nabij Born, gemeente Sittard-Geleen.
In Buchten nabij Born is een sport- en recreatiecentrum aanwezig met de naam Het Anker.
Richting Eijsden:
Haarrijn · 
IJsselstein · 
Bisde · 
De Lucht West · 
Velder · 
't Haasje · 
Roevenpeel · 
Ellerbrug · 
Het Anker · 
Vossedal · 
Knuvelkes
Richting Amsterdam:
Patiel · 
Meerssen · 
Kruisberg · 
Swentibold · 
Bosserhof ·
Meiberg · 
Groote Bleek · 
Ooiendonk · 
De Lucht Oost · 
Lingehorst · 
Jutphaas · 
Ruwiel